# 城新子
城 新子（じょう しんこ、1950年3月18日 - ）は、日本の女優である。本名は不明。

## 人物・来歴

### 映画と演劇の時代
1950年（昭和25年）3月18日、福岡県、現在の行政区分（1963年以降）でいうところの北九州市に生まれる。
1965年（昭和40年）4月、地元の高等学校に進学したが、その後、中途退学して東京に移る。モデル、クラブの受付係といった職業に就いていたが、満22歳のときに女優に転身、1972年（昭和47年）4月に公開された高見由紀の主演作『女高生の週末夫婦』（監督渡辺護）に出演し、映画界にデビューする。『日本映画俳優全集・女優編』の城の項を執筆した小田克也は、「ミニスカートのよく似合うプロポーションの良さと新鮮さで人気を呼ぶ」と城の登場を表現した。翌5月27日に公開された白川和子の主演作『真昼の情事』（監督藤井克彦）にも助演し、以降、『おんな天国 子だね貰います』（監督小原宏裕）、『㊙女郎市場』（監督曾根中生）、『女子学生 セクシー・ダイナマイト』（監督林功）、『新・色暦大奥秘話 やわ肌献上』（監督林功）、『女子大生 SEX方程式』（監督小原宏裕）、『団地妻 奪われた夜』（監督遠藤三郎）、『色道講座 のぞき専科』（監督武田一成）、『女子大生SEX方程式 同棲』（監督小原宏裕）といった日活ロマンポルノに助演した。
その一方で、軸足は渡辺護や山本晋也の東京興映・大東映画、小川欽也（小川卓寛）の大蔵映画といった独立系成人映画にあり、デビュー作を手がけた渡辺護は『好色 旅枕百人斬り』（1973年1月公開）や『16才愛と性の遍歴』（同年3月公開）、『同棲三角時代』（同年5月公開）で主演に起用した。『16才愛と性の遍歴』では、1972年12月に起きた大阪「クラブ・ジュン」ホステス強姦絞殺事件に題材をとり、城は主人公の殺されたホステスを演じ、その際に小学生時代も城本人が演じたという。渡辺護は「写真うつりのいい女優」と評した。1973年（昭和48年）11月に公開された、栗原幸治が栗原甲の名で監督した『女肌は愛に濡れた』に主演して以降、一時、映画界を離れている。その間は、演劇に出演しており、同年末に発行された『出演者名簿 49年度版』の城の項には、出演ジャンルを「映画・演劇」とし、目黒区三田の住所が記載されたほか、1975年（昭和50年）9月には、石森史郎作、菜川作太郎（1918年 - 、小説家としての筆名は榊原直人）演出、脇田愛二郎美術による『六本木伝説 濡れにぞ襦れし物語』の公演に東てる美、東郷健、玉川みどり、谷幹一、柴俊夫とともに出演した記録が残っている。
1976年（昭和51年）5月29日に公開された『新怪談色慾外道 お岩の怨霊四谷怪談』（監督小川卓寛）に出演して映画界に復帰、同年、東映東京撮影所が製作した2作の一般映画、『暴走の季節』（監督石井輝男）、『新女囚さそり 701号』（監督小平裕）に助演して以降、満26歳で引退した。以降の消息は知られておらず、存命であれば2014年（平成26年）には満64歳である。

### 再評価
2010年（平成22年）1月9日 - 同29日にシネマヴェーラ渋谷で行われた「消えゆく曽根中生!?」の特集上映で、出演作『㊙女郎市場』（1月24日・27日・29日）が上映された。同作は2007年（平成19年）9月21日にジェネオンがDVDを発売している。同年7月31日に上野オークラ劇場で行われた同館のクロージングイベント（閉館後は上野スタームービー跡地に新装開館）で、出演作『新怪談色慾外道 お岩の怨霊四谷怪談』が上映された。東映ビデオは、城の出演作である『暴走の季節』『新女囚さそり 701号』のDVDを2012年（平成24年）11月1日、2011年（平成23年）3月21日にそれぞれ発売している。

## フィルモグラフィ
クレジットはすべて「出演」である。東京国立近代美術館フィルムセンター（NFC）等の所蔵・現存状況についても記す。

### 1972年
- 『女高生の週末夫婦』 : 監督渡辺護、主演高見由紀、製作・配給大東映画、1972年4月公開（成人映画・映倫番号 17163）
- 『真昼の情事』 : 企画松岡明、監督藤井克彦、脚本中島丈博、主演白川和子、製作・配給日活、1972年5月27日公開（成人映画・映倫番号 17190） - 出演・「篠田育子」役
- 『婦女暴行脱走犯』 : 監修西原儀一、監督・脚本高橋伴、主演宮下順子・松井康子、製作・配給葵映画、1972年5月公開（成人映画・映倫番号 17187）
- 『プロセックス』 : 監督小川欽也、主演泉ユリ、製作大蔵映画、配給OP映画配給、1972年6月公開（成人映画・映倫番号 17183）
- 『おんな天国 子だね貰います』 : 企画三浦朗、監督小原宏裕、主演田中真理、製作・配給日活、1972年6月17日公開（成人映画・映倫番号 17203） - 出演・「チカ」役
- 『愛欲のクライマックス』 : 監督渡辺護、主演水木良子、製作大蔵映画、配給OP映画配給、1972年7月公開（成人映画・映倫番号 17157）
- 『㊙女郎市場』 : 企画三浦朗、監督曾根中生、原作荒木一郎、脚本田中陽造、主演片桐夕子、製作・配給日活、1972年9月16日公開（成人映画・映倫番号 17300） - 出演・「村娘お留」役、69分の上映用プリントをNFCが所蔵[4]・70分の上映用プリントが現存[15][16]・2007年ジェネオンがDVD発売[7]
- 『女子学生 セクシー・ダイナマイト』 : 企画松岡明、監督林功、主演田中真理、製作・配給日活、1972年9月27日公開（成人映画・映倫番号 17350） - 出演・「ピン子」役
- 『逆転セックス』 : 監督小川卓寛、脚本水谷一二三、主演林美樹、製作・配給大蔵映画、1972年9月公開（成人映画・映倫番号 17286） - 出演・「吉田マリ（女子大生）」役
- 『獣欲と純愛』 : 監督小川卓寛、共演青山美沙、製作・配給大蔵映画、1972年10月公開（成人映画・映倫番号 17327） - 主演
- 『淫らな花弁』 : 監督渡辺護、主演水木良子、製作大東映画、配給OP映画配給、1972年10月公開（成人映画・映倫番号 17345）
- 『新・色暦大奥秘話 やわ肌献上』 : 企画三浦朗、監督林功、主演小川節子、製作・配給日活、1972年11月18日公開（成人映画・映倫番号 17369） - 出演・「およね」役、71分の上映用プリントをNFCが所蔵[4]
- 『未開娘の性』 : 監督小川卓寛、主演林美樹、製作大蔵映画、配給OP映画配給、1972年11月公開（成人映画・映倫番号 17353）
- 『セックス修学旅行』 : 監督小川卓寛、共演林美樹・乱孝寿、製作大蔵映画、配給OP映画配給、1972年12月公開（成人映画・映倫番号 17383） - 主演

### 1973年
- 『喜劇 女湯騒動』 : 監督山本晋也、共演真湖道代、製作東京興映、配給東京興映・新東宝興業、1973年1月公開（成人映画・映倫番号 17450） - 主演、上映用プリントをNFCが所蔵[18]・『痴漢女湯騒動』題で大陸書房がVHSビデオグラム発売
- 『好色 旅枕百人斬り』 : 製作新井肇・門前忍、監督渡辺護、共演青山リマ・林美樹、製作わたなべぷろだくしょん、提供大東映画、配給OP映画配給、1973年1月公開（成人映画・映倫番号 17459） - 主演、71分の上映用プリントをNFCが所蔵[4]
- 『女子大生 SEX方程式』 : 企画伊地智啓、監督小原宏裕、脚本田中陽造、主演田中真理、製作・配給日活、1973年1月13日公開（成人映画・映倫番号 17427） - 出演・「みどり」役
- 『団地妻 奪われた夜』 : 企画武田靖、監督[[[遠藤三郎 (映画監督)|遠藤三郎]]、主演宮下順子、製作・配給日活、1973年1月13日公開（成人映画・映倫番号 17409） - 出演・「女店員よし子」役
- 『肉体の秘技』 : 監督小川卓寛、主演林美樹、製作・配給大蔵映画、1973年1月公開（成人映画・映倫番号 17424）
- 『女高生花ひらく17才』（『花開く十七才』[5][8]） : 監督山本晋也、共演乱孝寿、製作東京興映、配給東京興映・新東宝興業、1973年2月公開（成人映画・映倫番号 17497） - 主演
- 『性愛秘術』 : 監督小川卓寛、主演林美樹、製作大蔵映画、配給OP映画配給、1973年2月公開（成人映画・映倫番号 17467）
- 『16才愛と性の遍歴』[1][5][10]（『十六才愛と性の遍歴』[8]） : 監督渡辺護、共演大月麗子・高見由紀、製作大東映画、配給OP映画配給、1973年3月公開（成人映画・映倫番号 17529） - 主演
- 『色道講座 のぞき専科』 : 企画松岡明、監督武田一成、脚本田中陽造、主演二条朱実、製作・配給日活、1973年4月25日公開（成人映画・映倫番号 17575） - 出演・「町子」役
- 『女子大生SEX方程式 同棲』 : 企画伊藤亮爾、監督小原宏裕、主演梢ひとみ、製作・配給日活、1973年5月5日公開（成人映画・映倫番号 17592） - 出演・「亜矢」役
- 『同棲三角時代』 : 監督渡辺護、共演可愛すみ子・久保新二、製作大東映画、配給OP映画配給、1973年5月公開（成人映画・映倫番号 17606） - 主演
- 『合鍵で?どうぞ』 : 監督小川卓寛、主演泉ユリ、製作大蔵映画、配給OP映画配給、1973年6月公開（成人映画・映倫番号 17646）
- 『性楽の交叉点』[5][10]（『悦楽の交叉点』[8]） : 監督門前忍、主演島江梨子、製作大東映画、配給OP映画配給、1973年6月公開（成人映画・映倫番号 17644）
- 『性愛秘伝』 : 監督小川卓寛、主演林美樹、製作大蔵映画、配給OP映画配給、1973年7月公開（成人映画・映倫番号 17665）
- 『ピンクの巨塔』 : 監督門前忍、共演有沢正子・青山リマ、製作大東映画、配給OP映画配給、1973年7月公開（成人映画・映倫番号 17673） - 主演
- 『パンティ大作戦』 : 監督久我剛、主演谷ナオミ・青山リマ、製作六邦映画、1973年7月公開（成人映画・映倫番号 17683）
- 『実録記録 同居雑婚』 : 監督栗原幸治[19]（原良輔とも[20]）、脚本原良輔、製作東京興映、配給東京興映・新東宝興業、主演松浦康・青山リマ、1973年7月公開（成人映画・映倫番号 17687） - 出演・「青田の妻」役[19]、上映プリントをNFCが所蔵[18]
- 『スケバン 女門の体験』 : 監督小川卓寛、製作大蔵映画、配給OP映画配給、1973年8月公開（成人映画・映倫番号 17706） - 主演
- 『華麗なる性遊』 : 監督渡辺護、主演武藤周作・花園恵子、製作・配給大蔵映画、1973年9月公開（成人映画・映倫番号 17721）
- 『浮気寝室』[5][10]（うわきねま、『浮気寝屋』[8]） : 監督山本晋也、共演国分二郎、製作大東映画、配給OP映画配給、1973年9月公開（成人映画・映倫番号 17747） - 主演
- 『処女喪失絵日記』 : 監督影山明文、製作ワールド映画、1973年10月公開（成人映画・映倫番号 17809） - 主演、『私処女 初めから教えて』題で1991年ワールド映画がVHS発売
- 『競馬狂列伝 穴を狙え 秘部の性典』[8]（『秘部の性典』[5]） : 監督・脚本西原儀一、共演並木洋子・泉ユリ、製作・配給葵映画、1973年10月公開（成人映画・映倫番号 17831） - 主演
- 『不倫の交情』 : 監督渡辺護、主演谷ナオミ・国分二郎、製作大東映画、配給OP映画配給、1973年10月公開（成人映画・映倫番号 17796）
- 『性とSEX』 : 監督小川卓寛、共演泉ユリ・国分二郎、製作・配給大蔵映画、1973年11月公開（成人映画・映倫番号 17804） - 主演
- 『女肌は愛に濡れた』 : 監督栗原甲、共演乱孝寿・椿ジュン、製作大東映画、配給OP映画配給、1973年11月公開（成人映画・映倫番号 17830） - 主演

### 1976年
- 『新怪談色慾外道 お岩の怨霊四谷怪談』（『新怪談色欲外道 お岩の怨霊四谷怪談』[8]） : 監督小川卓寛、主演乱孝寿、製作・配給大蔵映画、1976年5月29日公開（成人映画・映倫番号 18742） - 出演・「夕子」役、35mmフィルム上映用プリントを大蔵映画が所蔵[17]
- 『暴走の季節』 : 企画矢部恒、監督・脚本石井輝男、主演岩城滉一、製作東映東京撮影所、配給東映、1976年7月1日公開（映倫番号 18741） - 出演・「待子」役、2010年・2012年東映ビデオがDVD発売[2][7]
- 『新女囚さそり 701号』 : 監督小平裕、原作篠原とおる、脚本鴨井達比古、主演多岐川裕美、製作東映東京撮影所、配給東映、1976年11月17日公開（映倫番号 18887） - 出演・「木村順子」役、2011年東映ビデオがDVD発売[7]

## ビブリオグラフィ
国立国会図書館蔵書等にみる書誌である。
- 「性の全告白 城新子の大胆なY談・欲情から歓喜へのプロセス」 : 『成人映画』第82号所収、現代工房、1972年発行
- 「新・魅力体験 明るく可愛い現代っ子 城新子」 : 『成人映画』第91号所収、現代工房、1973年発行
- 「思い出のアイドル 犯されるスター城新子」 : 『映画セクシカ封切館 ラブスター』昭和50年7月号所収、東京三世社、1975年7月発行
- 「あの艶技をもう一度」大月麗子・城新子・小島マリ・青山美沙 : 『映画エロトピア'78 CINEMA SPOT』6月号所収、サン出版、1978年6月発行